# Szklaryite
La szklaryite est un minéral extrêmement rare de formule []Al6BAs3+3O15. C'est un membre à dominante arsenic essentiellement vacante ("[]") du supergroupe de la dumortiérite, membre du groupe de la szklaryite et l'un des trois minéraux de ce groupe découverts assez récemment, les deux autres étant la nioboholtite et la titanoholtite, toutes provenant du village de Szklary près de Ząbkowice Śląskie en Pologne. Ils se trouvent dans une pegmatite unique probablement d'origine anatectique. 

## Classification
Selon la classification de Nickel-Strunz, la szklaryite appartient à « 04.JB: Arsénites, antimonites, bismuthites ; avec des anions supplémentaires, sans H₂O » avec les minéraux suivants : fétiasite, manganarsite, magnussonite, armangite, nanlingite, asbécasite, stenhuggarite, trigonite, finnemanite, gebhardite, derbylite, tomichite, graesérite, hemloïte, freedite, georgiadesite et ékatite.

## Occurrence et association
Une paillette de 2 μm de taille, dans une dumortiérite contenant de l'arsenic et de l'antimoine, constitue la découverte de la szklaryite. Une si petite taille a empêché de déterminer plusieurs de ses propriétés. Elle est reliée à une grande variété de minéraux, notamment : nioboholtite, titanoholtite (découvertes en même temps), fersmite, holtite, alluaudite, antimoine natif, minéraux contenant du manganèse du groupe de l'apatite (apatite riche en F, OH et Cl), arsenic natif, beusite, bismuth natif, chéralite, chrysobéryl, columbite-(Fe), columbite-(Mn), ernienickelite, or natif, gorceixite, hollandite, microcline, mitridatite, monazite-(Ce), muscovite, natrophilite, nontronite, divers représentants de la bétafite, groupes microlite et pyrochlore ; paradocrasite, phosphohédyphane, plumbogummite, pollucite, purpurite, quartz, ranciéite, romanèchite, saponite, spessartine, stibarsen, stibiocolumbite, stibiotantalite, tantalite-(Mn), thorutite, uraninite, xénotime-(Y) et zircon.